# Scrapter
Scrapter (лат.) — род пчёл из семейства Colletidae (Scrapterinae).
Встречаются Афротропике, главным образом, в Южной Африке. В мировой фауне более 70 видов.

## Описание
Мелкие пчёлы (длина тела от 3,6 мм до 13,8 мм). Голова и мезосома обычно черноватые, а метасома от черной до красноватой. Род Scrapter можно отличить от всех других южноафриканских пчел-коллетид по следующей комбинации признаков: удлиненная форма тела, редкие волоски на теле; глосса раздвоена; передние крылья с двумя субмаргинальными ячейками, первая и вторая поперечные кубитальные жилки примерно на равном расстоянии от первой и второй рекуррентных жилок соответственно; пигидиальная пластинка хорошо развита у самки, рудиментарная у самца; дистальная область стернита S8 самца удлиненная, выступающая наружу в дорсальном виде, похожая на пигидиальную пластинку. Другие африканские коллетиды волосистые, имеют три субмаргинальные ячейки, а у самцов есть внутренний седьмой стернит.
Большинство видов Scrapter обитает в биомах Нама-Кару и Суккулент-Кару, оба из которых являются полузасушливыми и имеют насекомоопыляемые растения в качестве преобладающего напочвенного покрова и пастбищ. Эти районы широко используются для животноводства, и животные оказывают непосредственное влияние на снижение плотности популяции гнездящихся на земле пчел и ос Masaridae, поскольку измельчают поверхность почвы и препятствуют строительству их гнезд. Сокращение численности этих важных опылителей является существенным фактором деградации карроидной растительности. Scrapter также является опылителем в этих регионах. Здесь отмечено, что он посещает цветки растений из семейств Аизовые (Mesembryanthemaceae), Астровые, Розовые, Капустные, Норичниковые и Протейные.

## Распространение
Встречаются Афротропике, главным образом, в Южной Африке. Scrapter встречается в нескольких разнообразных местах обитания в регионе, главным образом, в полузасушливых биомах. Субстраты, на которых они гнездятся, варьируют от глинистых почв в южной части Дракенсберга до песчаных почв в западной части Капской провинции. По крайней мере один вид, S. bicolor Lepeletier, активен поздним вечером, когда он посещает цветки Rerrea sp. (Аизовые), которые раскрываются в это время суток. Другие виды были собраны ранее в течение дня. Ограниченные периоды активности могут быть причиной того, что некоторые виды известны только по небольшому числу экземпляров.

## Систематика
В мировой фауне более 70 видов. Относится к подсемейству Scrapterinae (а ранее — к Colletinae в составе Colletidae). Уникальный седьмой стернит, наряду с эндемичностью таксона, указывает на то, что Scrapter является отдельным монофилетическим родом.

### Виды
- S. absonus Eardley, 1996[1]
- S. acanthophorus Davies, 2005[5]
- S. albifumus Eardley, 1996[1]
- S. albitarsis (Friese, 1909)
- S. algoensis (Friese, 1925)
- S. amplispinatus Eardley, 1996
- S. amplitarsus Eardley, 1996
- S. armatipes (Friese, 1913)
- S. aureiferus Cockerell, 1932
- S. avius Eardley, 1996
- S. basutorum (Cockerell, 1915)
- S. bicolor Lepeletier, 1825
- S. caeruleus Mack & Kuhlmann, 2023[2]
- S. caesariatus Eardley, 1996[1]
- S. calx Eardley, 1996
- S. capensis (Friese, 1909)
- S. carysomus Davies, 2005[5]
- S. catoxys Davies, 2005
- S. chloris Eardley, 1996[1]
- S. chrysomastes Davies, 2005
- S. confusus Mack & Kuhlmann, 2023
- S. convexoides Mack & Kuhlmann, 2023
- S. convexus Mack & Kuhlmann, 2023
- S. crassipunctatus Mack & Kuhlmann, 2023
- S. eremanthedon Davies, 2005
- S. erubescens (Friese, 1925)
- S. exiguus Kuhlmann, 2014[3]
- S. felicis Mack & Kuhlmann, 2023
- S. flavipes (Friese, 1925)
- S. flavipunctatus Mack & Kuhlmann, 2023[2]
- S. flavostictus Cockerell, 1934
- S. fuliginatus Eardley, 1996
- S. glarea Davies, 2005[5]
- S. gessorum Kuhlmann, 2014
- S. heterodoxus (Cockerell, 1921)[6]
- S. imparilis Mack & Kuhlmann, 2023
- S. inexpectatus Kuhlmann, 2014
- S. leonis Cockerell, 1934
- S. littoralis Mack & Kuhlmann, 2023
- S. longicornis Mack & Kuhlmann, 2023
- S. luridus Eardley, 1996[1]
- S. luteistigma Kuhlmann, 2014
- S. minutissimus Kuhlmann, 2014[3]
- S. minutuloides Kuhlmann, 2014
- S. minutus Kuhlmann, 2014
- S. montanus Mack & Kuhlmann, 2023
- S. mpumalangensis Mack & Kuhlmann, 2023
- S. nanus Kuhlmann, 2014
- S. niger Lepeletier, 1825
- S. nigerrimus Kuhlmann, 2014
- S. nigritarsis Kuhlmann, 2014[3]
- S. nitidus (Friese, 1909)
- S. obtusus Mack & Kuhlmann, 2023
- S. opacus (Friese, 1909)
- S. oxyaspis Davies, 2005[5]
- S. pallidipennis (Cockerell, 1920)
- S. papkuilsi Kuhlmann, 2014
- S. perpunctatulus Mack & Kuhlmann, 2023
- S. pruinosus Davies, 2006
- S. punctatus Kuhlmann, 2014
- S. pygmaeus Kuhlmann, 2014
- S. pyretus Davies, 2006
- S. roggeveldi Kuhlmann, 2014
- S. rufescens (Friese, 1912)
- S. ruficornis (Cockerell, 1916)
- S. sittybon Davies, 2005[5]
- S. spinipes Kuhlmann, 2014
- S. striatus Smith, 1853
- S. thoracicus (Friese, 1925)
- S. tomentum Eardley, 1996
- S. ulrikae Kuhlmann, 2014[3]
- S. variabilis Mack & Kuhlmann, 2023[2]
- S. viciniger Davies, 2006
- S. whiteheadi Eardley, 1996[1]